# Staré Hory
Staré Hory (węg. Óhegy, niem. Altgebirg) – wieś gminna (obec) na Słowacji, w kraju bańskobystrzyckim, w powiecie Bańska Bystrzyca.
Wieś położona jest nad Starohorskim potokiem (powyżej wsi działa na nim elektrownia wodna), pomiędzy Wielką Fatrą a pasmem górskim Starohorskie Wierchy (według niektórych podziałów stanowią część Niżnych Tatr). Współczesna gmina powstała z połączenia kilku dawnych, mniejszych osad: Horný Jelenec, Dolný Jelenec (Alsószarvas), Valentová (Bálinttelep), Rybô (Ribó), Polkanová (Kánalja) i Prašnica. Do 1990 r. w skład gminy wchodziła też wieś Turecká (Török).
Przez miejscowość biegnie droga krajowa nr 59 z Rużomberku do Bańskiej Bystrzycy. Z kolei bliskość dwóch parków narodowych oraz wychodzące ze Starych Hor liczne szlaki turystyczne sprawiają, że jest popularna wśród turystów.

## Historia
W okolicy wsi pierwsze ślady aktywności człowieka datowane są na 2000-1700 lat przed n.e. – już wtedy wydobywano tutaj miedź. Dawne narzędzia górników znaleziono w samych Starych Horach oraz w sąsiedniej wsi Špania Dolina. Wieś powstała prawdopodobniej w XIII wieku, jednak pierwsza pisemna wzmianka pochodzi dopiero z 1536 r. (Veterus montes); jest to jedna z najstarszych górniczych miejscowości w okolicy Bańskiej Bystrzycy). Inne osady powstały przy miejscowej hucie, należącej m.in. do rodów Thurzo i Fuggerów, którzy utworzyli spółkę Der Ungarischer Handel. Jako pierwsza pojawiła się osada Turecká – 1563 (Thuretzka), potem Gielentz – 1563, Rybô – 1652 (Rybou), Prašnica – 1563 (Praschnitza), Horný Jelenec – 1562 (Superior Jelenecz), Polkanová – 1563 (Pocca Nova) i Richtergrund – 1676. W XVI wieku ten rejon przodował w wydobyciu miedzi na świecie – w latach 1494-1648 pozyskano jej 146 023 ton.
Wydobywano tutaj również srebro, jednak większość pokładów tego złoża wyczerpała się w XVI wieku. Górnictwo ostatecznie zanikło na przełomie XIX i XX wieku (choć jeszcze na początku 19. stulecia z wydobywanej rudy uzyskiwano rocznie 50-70 ton miedzi i 200–250 kg srebra), a okoliczne miejscowości przerzuciły się na produkcję koronek klockowych (tzw. Starohorská čipka), sprzedawanych w całych Austro-Węgrzech. W latach 1880–1922 i ponownie od roku 1925 do 1952 funkcjonowała tutaj szkoła koronkarska.
W czasie słowackiego powstania narodowego mieszkańcy czynnie wspomagali powstańców. W październiku 1944 działał tutaj szpital polowy partyzanckiej brygady Aleksandra S. Jegorova; wydawano także gazetę Československý partizán. Zimą 1944/1945 w okolicy mieścił się sztab partyzanckiej brygady Pomstiteľ (do dziś zachował się partyzancki „bunkier” - drewniana półziemianka), działał także oddział Vpred, a wieś należała do tzw. partyzanckiej republiki. 4 maja 1945 została zajęta przez wojska rumuńskie, wchodzące w skład 2 Frontu Ukraińskiego.

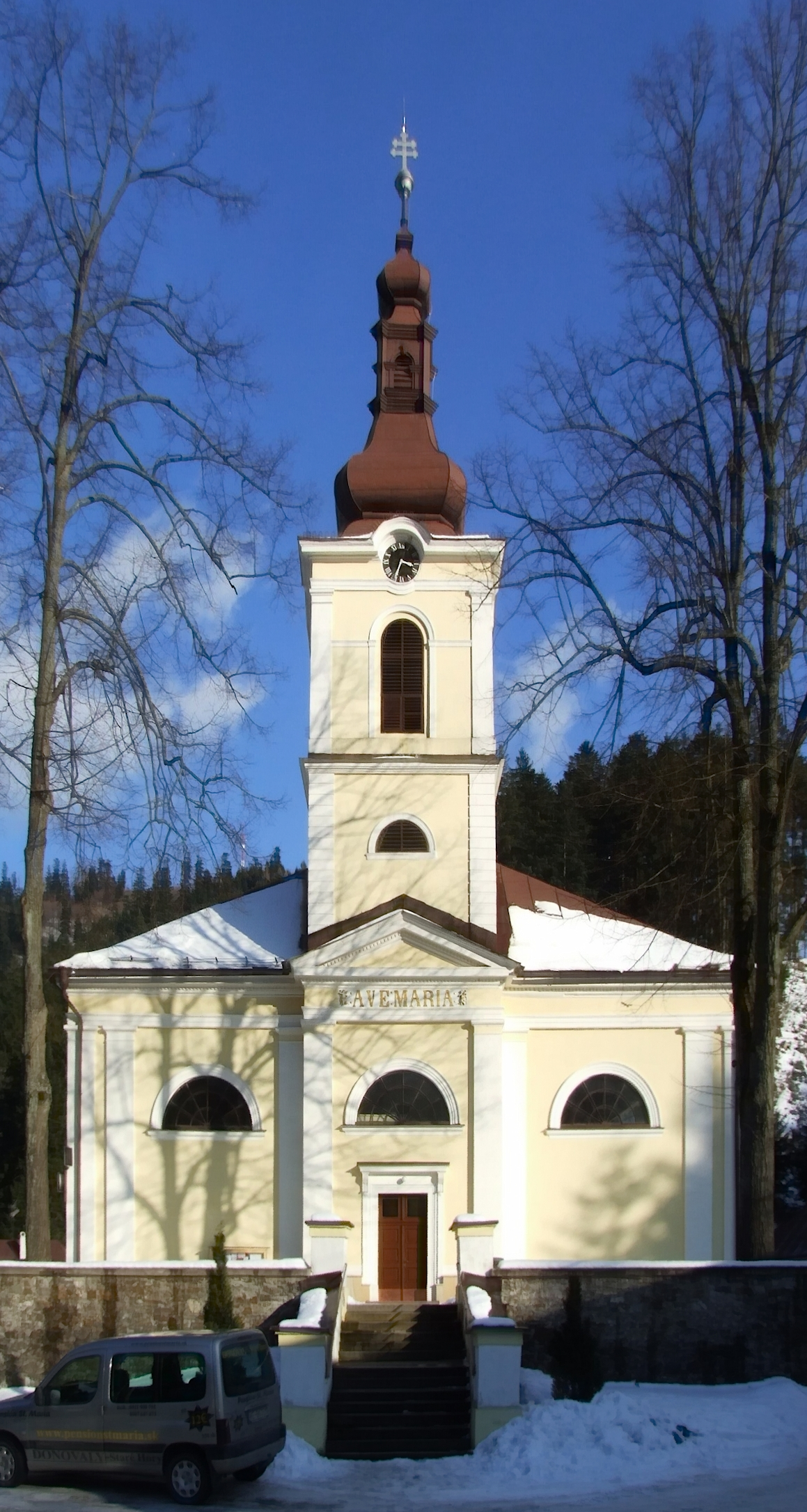
Kościół
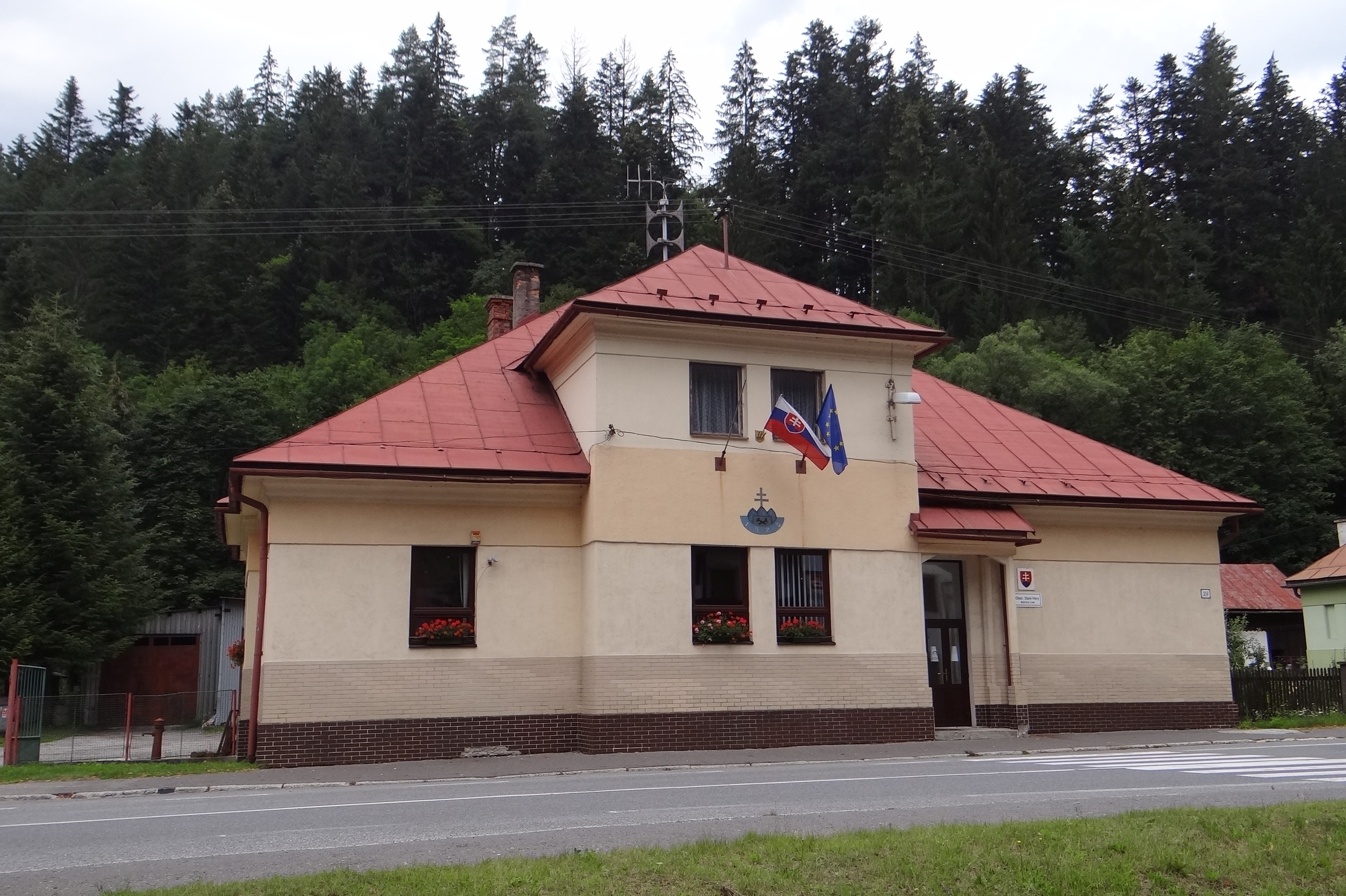
Budynek urzędu gminy
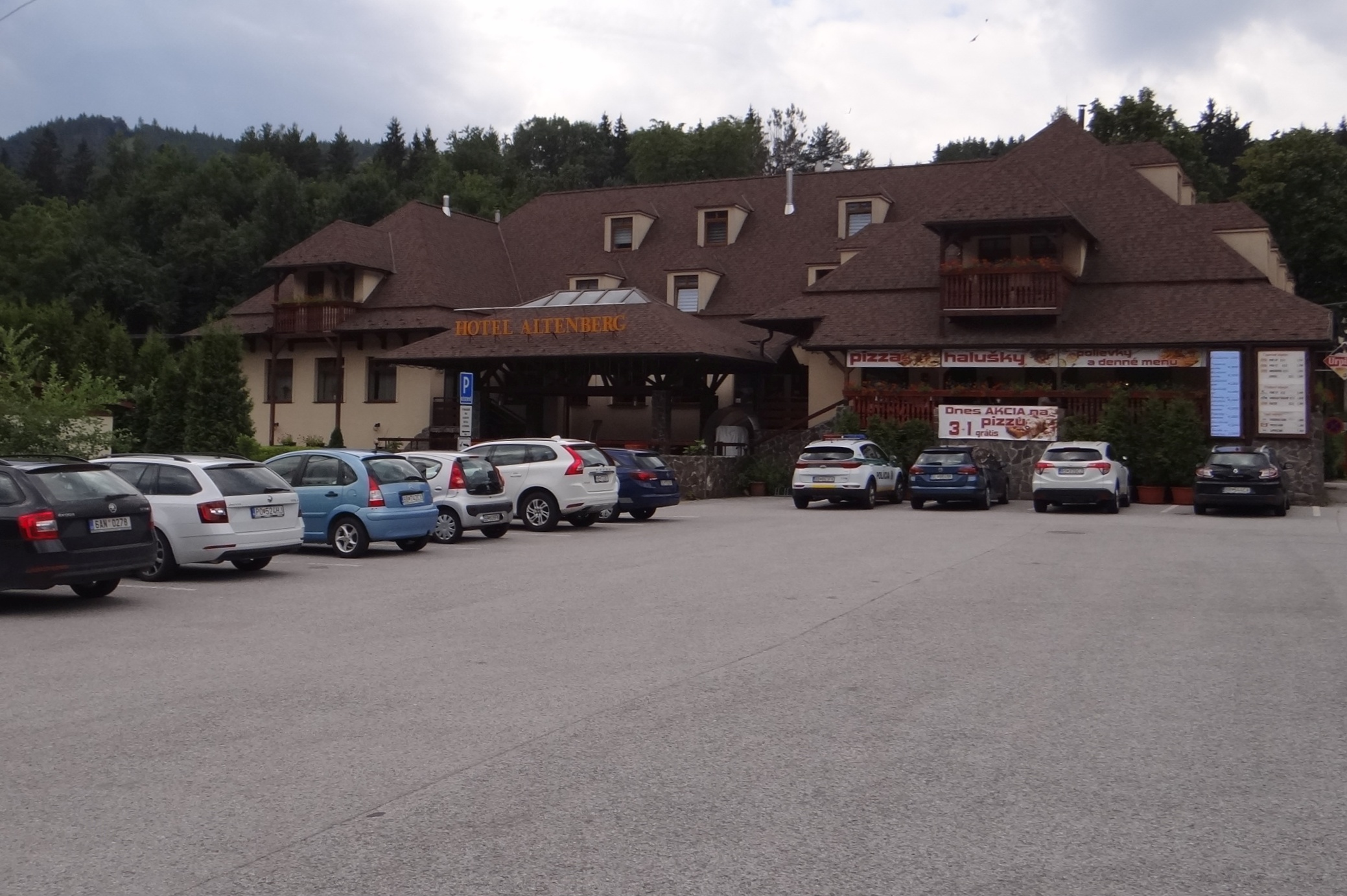
Hotel Altenberg
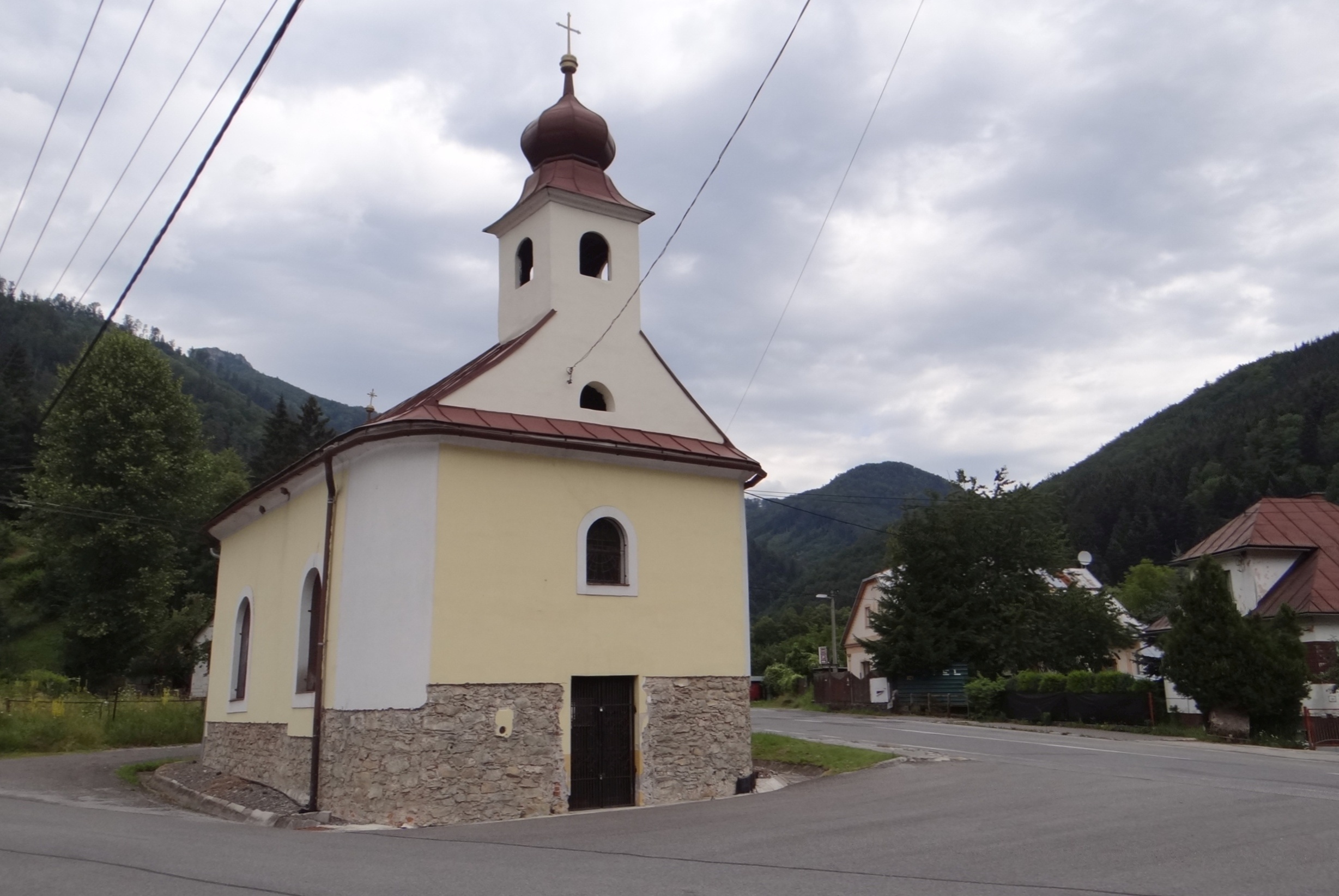
Kościół

## Sanktuarium i inne obiekty sakralne
Staré Hory są miejscem pielgrzymkowym – w 1499 wybudowano tutaj gotycki kościół Narodzenia Maryi Panny, przebudowany później w 1722 w stylu barokowym, a w 1850 klasycystycznym. Najcenniejszym obiektem wyposażenia jest rzeźba Madonny z XVI wieku. W dolinie znajduje się źródełko (tzw. Studnička), w okolicach którego na początku XVII wieku mieszkańcy zakopali rzeźbę z kościoła, aby ukryć ją przed protestanckim wojskiem. W 1711 rzeźbę wykopano i przeniesiono z powrotem do świątyni, a w miejscu ukrycia miało wytrysnąć wspomniane źródło. Celem pielgrzymek stało się pod koniec XIX wieku – w 1886 r. woda uleczyła miejscowego proboszcza Mateja Hrivňáka. Wkrótce przy źródle postawiono kapliczkę z rzeźbą Maryi, a w XX wieku cały teren obudowano i uporządkowano. Powstały też tzw. Różańcowe Schody (Ružencové schody) z czerwonego kamienia.
Kościół w Starych Horach ma obecnie status bazyliki mniejszej (od 1990). Oprócz niego w miejscowości jest kilka innych, zabytkowych kaplic. Najstarsza z nich, pod wezwaniem św. Anny, została wybudowana w 1600. W 1794 rozbudowano ją, a w 1832 odnowiono. Ma dość duże rozmiary, do dzisiaj odbywają się tam czasem uroczystości pogrzebowe. Na wieży znajdują się dwa dzwony, przeniesione ze zburzonej kapliczki św. Piotra i Pawła z 1815; rozebrano ją w 1964, razem z kapliczką św. Floriana z końca XVIII wieku, przy budowie nowej drogi. Inną starą kaplicę, św. Jana Nepomucena z 1794, rozebrano w 1940.
W 1794 postawiono kaplicę Najświętszej Trójcy, którą ufundowała Elisabeth Heinz z Wiednia. W latach 1891–1893 wybudowano neogotycką kapliczką Matki Boskiej Bolesnej. Z mniejszych kapliczek do dzisiaj przetrwała św. Zofii – jej fundatorką była w 1819 Žofia Kubicová z Trstenej – chciała w ten sposób podziękować za swoje uzdrowienie.

## Demografia
Według spisu powszechnego z 2001 w miejscowości mieszkało 459 osób, z czego 98,69% zadeklarowało narodowość słowacką, 0,44% niemiecką, a po 0,22% romską, czeską i ukraińską.
70% mieszkańców jest katolikami, natomiast nieco ponad 2% określiło się jako ewangelicy. Pojedyncze osoby zadeklarowały się jako grekatolicy, prawosławni i husyci. Ponad 18% to ateiści, natomiast 7% nie potrafiło podać żadnej wyznawanej religii.